# 不破悠
不破 悠（ふわ ゆう、女性）は、日本の小説家（ライトノベル作家）。

## 人物
高校在学中の2006年11月に『助けて秋吉くん! 関野帆乃佳の場合』（ホビージャパン・HJ文庫）でデビュー。なお、デビューに際してホビージャパン主催のノベルジャパン大賞（現・HJ文庫大賞、第1回発表は2007年4月）を始めとする新人賞受賞歴は無く『助けて秋吉くん!』第1巻のあとがきでは榊一郎からHJ文庫編集部への紹介によりデビューすることになった経緯が書かれている。
2008年5月刊の『助けて秋吉くん!!! 町鳥奈々実の場合』（第3巻）まではプロフィール欄の肩書が「現役女子高生作家」とされていたが、同年12月刊（発行は2009年1月1日付）の『助けて秋吉くん!!!! 秋吉純の場合』（最終巻）以降は「永遠の十七歳女子高生作家」に変更されている。
『助けて秋吉くん!』各巻の著者紹介によると、好きなモビルスーツは、主人公の三歩後ろを歩く古風な女性的ポジションが魅力の『ガンキャノン』。好きな豆腐は濃厚なのになめらかな食感がたまらない『風に吹かれて豆腐屋ジョニー』。
趣味は「ぽけーっと流星観察」。

## 作品
- 助けて秋吉くん!（全4巻）